# 3
Năm 3 là một năm trong lịch Julius.

## Sinh
Xem thêm thông tin: Thể loại:Sinh năm 3
- Cảnh Yểm (m. 58)

- Thiều Hoa (m. 41)

## Mất
Xem thêm thông tin: Thể loại:Mất năm 3
- Lưu Lập (s. ?)